# Cristian Rodríguez
Artikeln följer den spanska namnseden; faderns efternamn är Rodríguez och moderns efternamn Barotti.
Cristian Gabriel Rodríguez Barotti, född 30 september 1985 i Juan Lacaze, är en uruguayansk fotbollsspelare som spelar för det uruguayansk klubblaget Peñarol.
Han har sedan sin tid i Peñarol smeknamnet Cebolla (löken), då det sägs att han en gång fick motståndarnas försvar att börja gråta.
Han har spelat för Uruguays landslag i Copa America 2004, 2007 och 2011.